# Werenko (herb baronowski)

Herb

Werenko Baron – polski herb baronowski, odmiana herbu Łagoda, nadany wraz z tytułem w Galicji.

## Opis herbu
Opis stworzony zgodnie z klasycznymi zasadami blazonowania:
Tarcza dzielona w pas, czerwono-srebrna. Nad tarczą korona baronowska opleciona sznurem pereł, nad którą hełm w koronie, z której klejnot: trzy pióra strusie, czerwone między srebrnymi. Labry czerwone podbite srebrem.

## Najwcześniejsze wzmianki
Nadany z tytułem baronowskim (wohlgeboren, freiherr von) 5 czerwca 1783 Antoniemu Werenko. Podstawą nadania tytułu był patent szlachecki z 1775. Antoni Werenko wywiódł swoje pochodzenie od Mikołaja Wierzynka. O tytuł baronowski wystąpił także brat Antoniego, Mikołaj, którego oceniono jednak jako zbyt biednego.

## Herbowni
Jedna rodzina herbownych:
freiherr von Werenko.